# Tiszalök
Tiszalök é uma cidade da Hungria, situada no condado de Szabolcs-Szatmár-Bereg. Tem 58,7 km² de área e sua população em 2019 foi estimada em 5.234 habitantes.